# Malin Thunberg Schunke
Malin Thunberg Schunke, född 1969 i Skövde, är en svensk författare och jurist. Hon debuterade 2019 med kriminalromanen Ett högre syfte som blev mycket uppmärksammad och bland annat utsedd till årets debut av Svenska Deckarakademin.

## Biografi
Malin Thunberg Schunke var i tidig ålder ett bokslukande barn. Ett bokintresset som så småningom kom att inrikta sig mot sådant som handlar om brott och straff. Efter gymnasiet blev det naturligt för henne att välja juridik som huvudämne på universitetet. Och efter examen var det självklart att börja arbeta inom drömyrket som åklagare.
När hon tog ett års tjänstledighet från sitt jobb i Stockholm för studier i internationell straffrätt vid King’s College i London kom det att förändra hennes liv på flera sätt. Hon blev fascinerad av hur den nationellt präglade straffrätten höll på att globaliseras. Sedan blev hon än mer fascinerad av en tysk studiekollega. Resultatet blev att hon bosatte mig i Hannover, fick tre barn och skrev en doktorsavhandling om gränsöverskridande brottsutredningar inom EU. Hon bor numera omväxlande även på Sardinien där hon ofta skriver sina böcker.
Efter disputationen vid Uppsala universitet (på distans från Hannover) har hon fortsatt med forskningen, skrivit flera böcker i ämnet och är i dag docent i straffrätt med en specialisering mot internationella rättsfrågor. 
2019 debuterade hon inom skönlitteraturen med kriminalromanen Ett högre syfte. Deckaren blev unisont hyllad och belönades med Deckarakademins debutpris. 2020 kom uppföljaren De rättslösa, del två i en serie där hon etablerat en egen nisch inom spänningslitteraturen; gränsöverskridande brottslighet i Europa, med juridiken i centrum. Huvudpersonerna är Esther Edh, svensk åklagare och hennes italienska chef Fabia Moretti, bägge på Eurojust i Haag, EU:s organ för straffrättsligt samarbete. 
2021 kom Bara ett spel,  den tredje fristående delen i serien om Esther Edh och Fabia Moretti och deras kamp mot internationell brottslighet.
Bara ett spel är en spänningsroman i 90 kapitel om fotbollens avigsidor, om svek, girighet och maktspel.